# Streontion
Streontion (altgriechisch Στρεόντιον) ist ein Ortsname, der in der Geographia des Claudius Ptolemaios als einer der im Innern Germaniens nördlicher liegenden Orte (πόλεις) mit 31′ Länge (ptolemäische Längengrade) und 52° 10′ Breite bzw. 52° 20′ Breite angegeben wird. Streontion liegt damit nach Ptolemaios zwischen Bogadion und Amisia. Wegen des Alters der Quelle kann eine Existenz des Ortes um 150 nach Christus angenommen werden.
Bislang konnte der Ort nicht sicher lokalisiert werden. Ein interdisziplinäres Forscherteam um Andreas Kleineberg, das die Angaben von Ptolemäus neu untersuchte, lokalisiert zurzeit (2016) Streontion nach den entzerrten antiken Koordinaten in der Region um das heutige Bad Driburg in Nordrhein-Westfalen; damit könnte die polis eine weitere Station am Hellweg – einer der bedeutendsten Ost-West-Routen in der Germania magna – gewesen sein.